# Motu One (Isole della Società)
Motu One (chiamata anche Bellingshausen) è un atollo facente parte dell'arcipelago delle Isole della Società, precisamente nel gruppo delle Isole Sottovento, nell'Oceano Pacifico. Amministrativamente è ricompreso nel comune di Maupiti, a propria volta appartenente al dipartimento d'Oltremare delle Isole Sottovento, nella Collettività d'Oltremare della Polinesia Francese.
Motu One sorge assai lontano dalle altre Isole Sottovento: la più vicina, Manuae, è a oltre 70 km a sud, mentre Tahiti si trova a circa 550 km a nord-ovest.
L'atollo presenta la classica forma ad anello, con una barriera corallina che circonda una laguna interna e che emerge a ovest, a nord e a est sotto forma di sottili motu di sabbia. In effetti il nome "Motu One" (con quest'ultima parola che non va letta come il numero "uno" in inglese) in lingua tahitiana significa "isola di sabbia".
Motu One è anche chiamata Bellingshausen, in quanto lo scopritore europeo dell'atollo, il tedesco (ma al servizio della Russia) Otto von Kotzebue, la ribattezzò così in onore dell'esploratore russo Fabian Gottlieb von Bellingshausen.
Motu One è ricoperta da una lussureggiante vegetazione di palme da cocco e, grazie alla mancanza di insediamenti umani, si è perfettamente conservata quale habitat naturale per numerose specie di uccelli marini, specie ittiche e, in particolar modo, tartarughe verdi.